# Ctenidium percrassum
Ctenidium percrassum là một loài Rêu trong họ Hypnaceae. Loài này được Sakurai mô tả khoa học đầu tiên năm 1940.